# 今あなたにうたいたい
「今あなたにうたいたい－和田アキ子に捧げる歌－」（いまあなたにうたいたい－わだあきこにささげるうた－）は、和田アキ子の楽曲。作詞・作曲は加藤登紀子、編曲は馬飼野康二による。

## 解説
- 1988年、和田アキ子のデビュー20周年記念として親友の加藤登紀子が提供した楽曲で「和田アキ子に捧げる歌」という別名（副題）もある。同年8月25日発売の和田のアルバム『Only Yesterday』に収録された。
- 加藤によると、自身の夢の中で登場した和田が本曲を歌っているところが出てきて、それを基に楽曲が完成したという。
- 和田は、加藤からプレゼントされた本曲のデモテープを初めて聞いた時、歌詞の重さに戸惑ったと話し、その後も歌唱する際、自身の離婚や子宮癌摘出手術などを思い出し、涙が出てくるとしている。
- 和田自身がコンサート・ディナーショーなど公演で常にラストで歌唱する曲であり、和田が一番大事にしている曲とも言われている。しかし、「この歌は、コンサートに来てくれた人への感謝の様なものでありたい」としており、シングル「ぽろぽろ」のカップリングおよび自身のベスト・アルバムに収録されたことはあるが、シングルA面曲としては発売されていない。
- テレビ番組での披露もなかったが、和田の公演の常連客だと言うNHKのスタッフの強い要望により、和田は楽曲提供から10年経った1998年の『第49回NHK紅白歌合戦』にて、自身初の紅白歌合戦の大トリ（紅組トリ自体は4回目）で歌うことになった。その際、サビはハンドマイクを外して歌うという離れ技を見せ、観客席からは大拍手が起こった。紅白のリハーサルでは会場を完全シャットアウトにして和田側のスタッフや会場スタッフ以外マイク外しでの歌唱することを知らなかったとされる。その際には観客席の拍手を放送に乗せるための専用集音マイクを使用した（2009年12月29日放送「アッコのいいかげんに1000回」）。また、この放送直後にマイク外しでの歌唱スタイルが一部歌手の間で流行した。
- その後は長い間、テレビで本曲を歌唱することはなかったが、2007年5月1日放送のNHK総合テレビ『歌謡チャリティーコンサート』で久々にテレビ披露した。その際もマイクを外して歌い、観客の大きな歓声が飛んだ。
- 空マイクで歌唱するのは、「ファンの皆さんに自分の生の歌声を聞いてほしい」と言う和田の想いによるものである。また、先述のテレビ歌唱の際はサビのみだが、公演で披露する際は歌の最初から最後までマイクなしで歌っている。
- 本曲は本人も認めている様に、歌う時に物凄く肺活量を必要とされる楽曲である。
- 公演でのラスト曲は、以前までは『あの鐘を鳴らすのはあなた』と本曲を併用していたが、後にこちらに一本化している。

## 収録アルバム
| 発売日         | タイトル                                                  | 規格品番       | バージョン                  |
| -------------- | --------------------------------------------------------- | -------------- | --------------------------- |
| 1988年8月25日  | Only Yesterday                                            | 32L2-0002      | オリジナル                  |
| 1991年9月25日  | よくやるね 和田アキ子 バラード・コレクション              | WPCL-549       | New Version                 |
| 1993年10月25日 | 和田アキ子 PERFECT COLLECTION                             | WPCL-794〜803  | ライブバージョン オリジナル |
| 1994年9月25日  | 和田アキ子 全曲集'94 song(s) for you                      | WPC6-8048      | オリジナル                  |
| 1996年12月11日 | 和田アキ子 THE BALLADS バラード全曲集                     | WPC6-8252      | New Version                 |
| 1998年9月25日  | VERY BEST OF AKIKO WADA '98                               | WPC6-8498      | New Version                 |
| 2000年10月25日 | Love Ballad Best                                          | WPCV-10102     | オリジナル                  |
| 2003年6月11日  | 和田アキ子 35周年記念BOX Haaah!                           | TECS-20261〜70 | オリジナル                  |
| 2004年10月21日 | Love Ballad Best                                          | TECE-30524     | オリジナル                  |
| 2005年5月25日  | 和田アキ子 ベスト・ヒット・コレクション                   | TECE-30549     | オリジナル                  |
| 2008年11月26日 | Wada Akiko Dynamite Best 1968－2008                       | TECI-4004〜6   | オリジナル                  |
| 2011年11月30日 | Yell 2011 BEST OF THE BEST                                | TECI-4007      | オリジナル                  |
| 2013年6月12日  | AKIKO WADA 45TH ANNIVERSARY ESSENTIAL COLLECTION          | TECI-4008〜9   | オリジナル                  |
| 2017年10月25日 | THE LEGEND OF SOUL AKIKO WADA 50th ANNIVERSARY BEST ALBUM | TECI-4010      | オリジナル                  |